# Montrieux-en-Sologne

Montrieux-en-Sologne este o comună în departamentul Loir-et-Cher, Franța. În 1 ianuarie 2022 avea o populație de 636 de locuitori.